# Campionato Primavera 2
Il Campionato Primavera 2 è una competizione calcistica giovanile italiana.
Viene gestita dalla Lega Nazionale Professionisti B e vi partecipano formazioni Under-19 delle società le cui prime squadre siano iscritte ai campionati di Serie A, Serie B o Serie C.

## Storia, formula e regolamento
Agli albori del Campionato Primavera, fino al 1969, venne organizzata una fase finale riservata ai club di Serie B. Nel 2017 fu lo stesso campionato Primavera ad essere scisso in due distinte divisioni, Primavera 1 e Primavera 2, legate da un rapporto di interscambio sportivo.
La Primavera 2 è un torneo composto da 32 squadre suddivise in due gironi da 16 squadre che si affronteranno in gare di andata e ritorno. Le prime classificate dei due gironi e la vincitrice dei play-off otterranno la promozione in Primavera 1. Ai play-off parteciperanno le squadre dal secondo al quinto posto dei due gironi. Verranno disputati i quarti di finale incrociando le squadre dei due gironi con la seguente formula, 2º girone A contro 5º girone B, 3º girone A contro 4º girone B, 4º girone A contro 3º girone B, 5º girone A contro 2º girone B, le 4 squadre che usciranno vincenti si affronteranno nelle 2 semifinali e le due vincitrici giocheranno la finale. Le capoliste dei due gironi si disputeranno la vittoria del campionato nella Supercoppa Primavera 2.
A partire dalla stagione 2022-2023, le società classificatesi agli ultimi due posti di ogni girone disputano i play-out per la permanenza nel Campionato Primavera 2, che sono strutturati in partite d'andata e ritorno, in particolare i ritorni verranno disputati in casa delle squadre che hanno conseguito il miglior piazzamento nella stagione regolare. In tutto ci saranno due retrocessioni in Primavera 3 (una per ogni girone), ma se al termine dei due incontri il risultato aggregato fosse in parità, si salverebbero le squadre con il miglior piazzamento in classifica (cioè quelle che hanno giocato i ritorni in casa).

## Albo d'oro
Il vincitore del Campionato Primavera 2 viene determinato nella sfida per la Supercoppa Primavera 2.
| Stagione  | Vincitori   | Vincitori     | Vincitori     |
| Stagione  | Girone A    | Girone B      | Play-off      |
| --------- | ----------- | ------------- | ------------- |
| 2017-2018 | Novara      | Palermo (1)   | Cagliari      |
| 2018-2019 | Bologna (1) | Pescara       | Lazio         |
| 2019-2020 | Milan       | Ascoli        | Non disputati |
| 2020-2021 | Verona      | Pescara (1)   | Lecce, Napoli |
| 2021-2022 | Udinese     | Cesena (1)    | Frosinone     |
| 2022-2023 | Genoa       | Lazio (1)     | Monza         |
| 2023-2024 | Cremonese   | Cesena (2)    | Udinese       |
| 2024-2025 | Parma       | Frosinone (1) | Napoli        |

### Vittorie per squadra
| Squadra   | Titoli | Anni                 |
| --------- | ------ | -------------------- |
| Cesena    | 2      | 2021-2022, 2023-2024 |
| Bologna   | 1      | 2018-2019            |
| Frosinone | 1      | 2024-2025            |
| Lazio     | 1      | 2022-2023            |
| Palermo   | 1      | 2017-2018            |
| Pescara   | 1      | 2020-2021            |

## Loghi
Per la prima edizione della manifestazione vennero utilizzati i loghi della Lega B, in quanto organizzatrice, e del Campionato Primavera.

Logo della Lega B
Logo della Primavera TIM

Dalla seconda edizione è stato creato un logo specifico per la competizione al momento non disponibile su Wikipedia.